# تيبور سابو
تيبور سابو (بالإنجليزية: Tibor Szabo)‏ هو لاعب كرة قدم بريطاني في مركز الهجوم، ولد في 28 أكتوبر 1955 في برادفورد في المملكة المتحدة. لعب مع ماكليسفيلد تاون.